# کن کوناکا
کن کوناکا (انگلیسی: Ken Konaka ) یک بازیکن تنیس روی میز اهل ژاپن است.